# Guaia Guaia

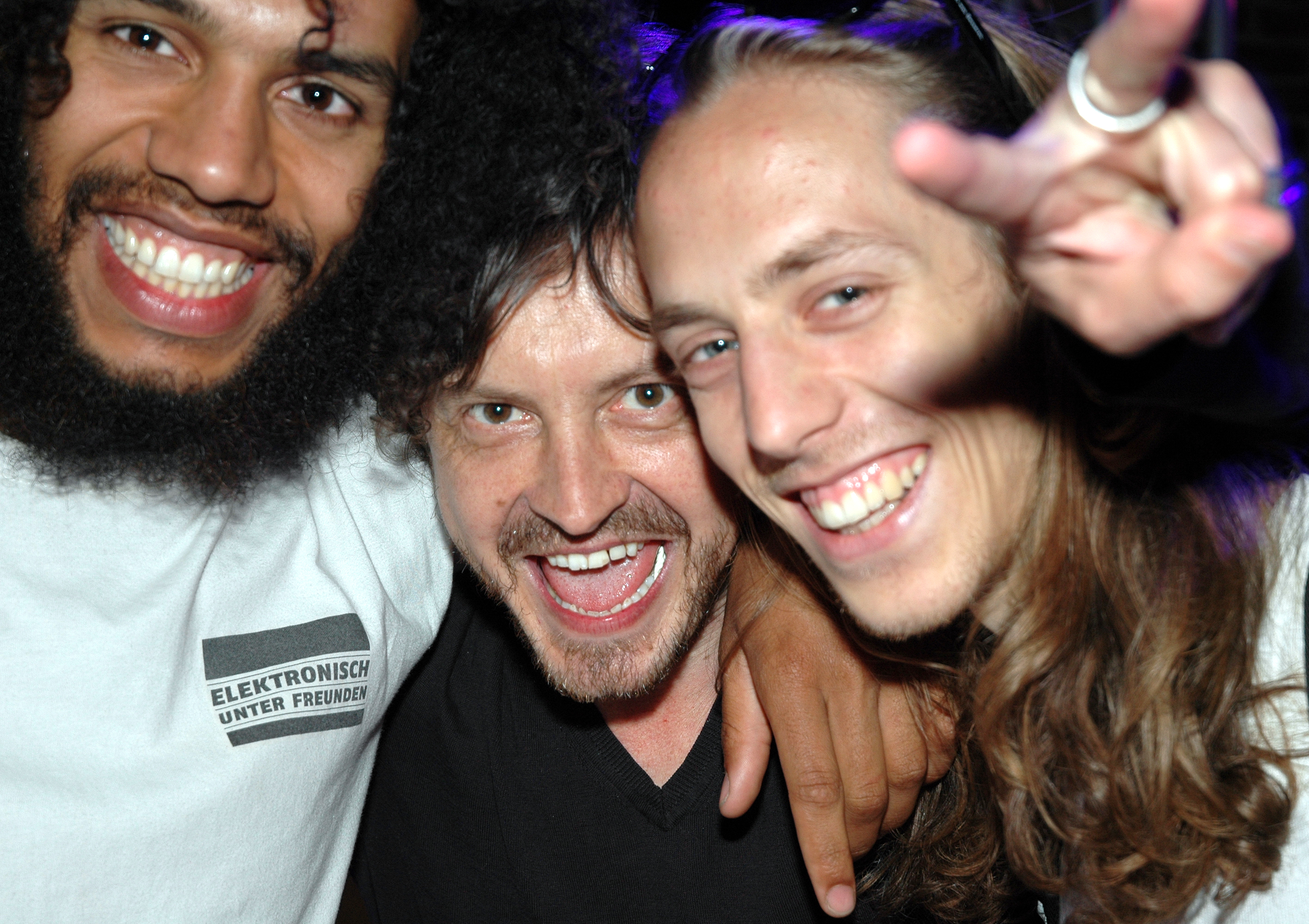
Carl Luis Zielke, Sobo Swobodnik (Regie und Produktion) und Elias Gottstein auf dem Filmfest München 2012

Guaia Guaia ist eine Musikgruppe, die aus den Neubrandenburger Straßenmusikern Elias Gottstein (* August 1989 in Neubrandenburg) und Carl Luis Zielke (* August 1989 in Neubrandenburg) besteht. Der Film Unplugged:Leben Guaia Guaia des Regisseurs Sobo Swobodnik über ihre Musik und ihr Leben als Obdachlose gewann auf dem Filmfest München 2012 den Publikumspreis. Im Herbst 2012 unterschrieben die beiden Musiker einen Plattenvertrag bei Universal Music Deutschland.

## Leben
Nach der 10. Klasse an einem Gymnasium in Neubrandenburg brachen sie nacheinander die Schule ab und es folgte der Umzug nach Frankfurt am Main. Im Mai 2010 entschlossen sich die beiden, ihre Wohnung aufzugeben und als Straßenmusiker, nun ohne festen Wohnsitz, ihrer Musik nachzugehen. Die Gruppe trat 2009 im Panoptikum in Kassel bei den Wassertagen zugunsten von Viva con Agua, 2010 beim Friedensfestival in Berlin und beim Discofestival in Kassel, 2011 bei Fête de la Musique in Berlin-Kreuzberg und beim Festival Rheinfeuern in Odonien in Köln und 2012 beim Filmfest München auf. Im September 2013 traten sie bei Stefan Raabs Bundesvision Song Contest für Mecklenburg-Vorpommern an. Dort konnten sie mit dem Titel Terrorist nur den letzten Platz erreichen.

## Diskografie
- 2009: Blinder Passagier
- 2010: 1000 Irrlichter
- 2011: Terrorist
- 2013: Eine Revolution ist viel zu wenig

## Musikvideos
Mittlerweile gibt es zu den Songs von Guaia Guaia auch einige Musikvideos, so zu Neues Land, Absolute Gewinner, Alle Autos fliegen hoch, Mach Sauber und Terrorist.

## Film
Zwei Jahre lang wurden die beiden Musiker von einem Filmteam des Regisseurs Sobo Swobodnik begleitet. Der Dokumentarfilm Unplugged:Leben Guaia Guaia feierte auf dem Filmfest München 2012 Premiere und gewann den Publikumspreis des Bayerischen Rundfunks. Der Film, der im Juli 2013 ins Kino kam, thematisiert neben ihrer Musik und dem Leben auf der Straße vor allem das damit verbundene Freiheitsgefühl und die automatische Politisierung dieser kurzen Lebensphase.

## Solo
Elias Gottstein hat bisher fünf Alben veröffentlicht. Sein Debüt als Solokünstler gab er am 24. April 2015 mit „Wofür soll mein Herz schlagen“. 2018 brachte er gleich drei Alben auf den Markt, die nur digital veröffentlicht wurden: „VR_lust“ am 11. Januar, „Blut im Internet“ am 25. Januar und „Backend“ am 8. Februar. Sie erschienen bei dem Label „Fratzen Berlin“.
2016 veröffentlichte er mit Ines Theileis & Lena Morgenroth das Lied „Sexarbeiterin“, der zum Soundtrack des gleichnamigen Films von Sobo Swobodnik gehört.
Im Oktober 2022 veröffentlichte Gottstein das Album „Traumsport“.